# The Homecoming: A Christmas Story
The Homecoming: A Christmas Story es la primera película de la serie The Waltons, estrenada en 1971. La película se hizo antes del estreno de la serie, y contó con las actuaciones principales de Patricia Neal, Richard Thomas, Edgar Bergen, Ellen Corby y Cleavon Little. La serie contaba con Michael Learned en el papel de Patricia, Will Geer en el de Edgar y Ralph Waite en el de Andrew. 

## Sinopsis
La familia Walton, se está preparando para la Navidad en el año 1933. Ya es víspera de Navidad, pero estos están en espera del padre Walton (Andrew Duggan), que está trabajando a unos 50 kilómetros de distancia. 
En la tarde, Mamá (Patricia Neal) y los abuelos (Edgar Bergen y Ellen Corby), escuchan una noticia sobre un autobús que se volcó y dejó lastimados a todos sus pasajeros y estos deciden guardar la noticia para los niños. 
John-Boy (Richard Thomas), al no llegar temprano su padre, es capaz de buscarlo y va a hacer todo lo posible por encontrarlo.

## Reparto
- Patricia Neal como Olivia Walton
- Richard Thomas como John-Boy Walton
- Ellen Corby como Esther Walton
- Edgar Bergen como Ebenezer Walton
- Dorothy Stickney como Emily Baldwin
- Josephine Hutchinson como Mamie Baldwin
- William Windom como Charlie Snead
- Cleavon Little como Hawthorne Dooley
- Andrew Duggan como John Walton
- David Huddleston como Sheriff Ep Bridges
- Jon Walmsley como Jason Walton
- Judy Norton como Mary Ellen Walton
- Mary Elizabeth McDonough como Erin Walton
- Eric Scott como Ben Walton
- David W. Harper como Jim-Bob Walton
- Kami Cotler como Elizabeth Walton
- Woodrow Parfrey como Ike Godsey
- Sally Chamberlin como City Lady
- David Livingston como Claudie